# SoulCalibur: Lost Swords
SoulCalibur: Lost Swords est un jeu vidéo de combat développé par Project Soul et édité par Namco Bandai. Il est disponible sur le PlayStation Store depuis le 23 avril 2014.